# 委託訓練
委託訓練(いたくくんれん)とは、都道府県や独立行政法人高齢・障害・求職者雇用支援機構が、公共職業能力開発施設以外の施設（学校教育法に基づく大学、専修学校等の学校や、認定職業訓練を行う職業訓練施設などを含む。）に委託する職業訓練をいう。

## 概要
委託訓練は、公共職業能力開発施設が行う職業訓練とみなされ、公共職業訓練に含まれる。なお、職業能力開発促進法で定める職業であれば、訓練を実施できるが、承認は自治事務であるため全ての訓練が承認されるとは限らない。
承認の要領としては、規則別表に基づいているか、必要帳票類や証書発行などの事務的要素であり、カリキュラムでないことに留意されたい。
認定職業訓練との違いは、自社または当該団体の構成する会社の従業員を対象としない訓練である。

## 問題点
費用は訓練生にあっては原則無料（ただし、教科書や作業着、その他材料費等は自治事務により有償となる場合がある）であり、費用は国の雇用保険勘定による特別会計と都道府県の税収が当てられている。
また、職業能力開発促進法における職業訓練は、規則別表ほか通達、事務連絡が多岐にわたっており、当該自治体の担当者および、委託訓練実施事業者も本質的な部分の理解がされていない場合が多い。
したがって、12時間を1単位として認定するユニット訓練であっても1単位が12時間よりも少ないカリキュラムを設定したり、修了証書に重大な不備があるなど、その他大きな問題を抱えている場合もある。